# Rainer Kracht
| 233967 Vierkant   | 24 gennaio 2010  |
| 301638 Kressin    | 14 marzo 2010    |
| 331105 Giselher   | 13 dicembre 2009 |
| 464150 Kresken    | 19 dicembre 2014 |
| 499367 Monikasirp | 5 gennaio 2010   |

Rainer Kracht (1948) è un astronomo amatoriale tedesco di professione insegnante di scienze presso una scuola di Elmshorn (Schleswig-Holstein, Germania).
Kracht è famoso per essere la persona, di ogni epoca, che ha scoperto più comete: alla data del 2 settembre 2018 ne ha scoperte 272, di cui 265 osservando le immagini del satellite astronomico SOHO , 3 con le immagini della coppia di satelliti STEREO e 4 con le immagini d'archivio riprese dal satellite Solwind , tra di esse c'è la 500° cometa SOHO, ufficialmente chiamata C/2002 P3 SOHO, appartenente al Gruppo di comete Meyer e la cometa periodica 321P/SOHO.
Kracht ha anche scoperto due gruppi di comete, chiamati Gruppo Kracht I e Gruppo Kracht II; le comete del secondo gruppo sono risultate in seguito costituire passaggi diversi di due comete periodiche SOHO, una delle quali frammentatasi in due comete. L'asteroide 234761 Rainerkracht porta il suo nome.